# Bahnhof Hochdahl
Hochdahl ist ein ehemaliger Bahnhof und heutiger Haltepunkt in der nordrhein-westfälischen Stadt Erkrath. Der Haltepunkt ist in das Netz der S-Bahn Rhein-Ruhr eingebunden und neben den Haltepunkten Erkrath, Erkrath Nord und Hochdahl-Millrath einer von vier Personenhalten in Erkrath.

## Lage und Aufbau
Der Haltepunkt ist eine Betriebsstelle an der VzG-Strecke 2525 (Neuss Hbf – Düsseldorf Hbf – Wuppertal Hbf – Schwelm – Abzw Linderhausen). Die zweigleisige Strecke dient planmäßig nur den Zügen der S-Bahn Rhein-Ruhr. Parallel zur Strecke verläuft die VzG-Strecke 2550 (Aachen Hbf – Kassel Hbf) für den Fern- und Regionalverkehr. Die Strecke ist im Bereich Hochdahl eingleisig. Unmittelbar westlich des Haltepunkts befinden sich ferner die Ausweichanschlussstelle Hochdahl (Awanst) an der S-Bahn-Strecke und die Abzweigstelle Hochdahl (Abzw), über die beide Hauptbahnen miteinander verbunden sind.
Die Betriebsstelle bildet den östlichen, bergseitigen Abschluss der Steilrampe Erkrath – Hochdahl, die mit einer Steigung von 33,3 Promille zu den steilsten Hauptbahnstrecken Europas zählte. Bis 1926 wurden Züge bei der Bergfahrt mittels einer Kette und diversen Umlenkrollen von einer talwärts fahrenden Lokomotive gezogen. Anschließend wurden bis zur vollständigen Elektrifizierung der Strecke 1964 planmäßig Schiebelokomotiven eingesetzt. Am Vorplatz erinnert die als Denkmal erhaltene Umlenkrolle an den Betrieb.
Der ehemalige Bahnhof und heutige Haltepunkt liegt im nördlichen Bereich des Zentrums von Hochdahl und ist vor allem für Pendler in den Raum Düsseldorf und den Raum Wuppertal von großer Bedeutung. Der Hochdahler Markt ist etwa anderthalb Kilometer südlich vom Haltepunkt entfernt. Der Haltepunkt hat einen Mittelbahnsteig, der von einer Personenunterführung unter den Gleisen aus über eine Treppe und einen Aufzug erreichbar ist.
Eine Besonderheit des Haltepunktes Hochdahl war der Bahnübergang mit Vollschranken direkt am Haltepunkt. Nach dem Bau einer Straßenunterführung einige Meter weiter (L 403a) wurde der Bahnübergang zuerst für den Kfz-Verkehr gesperrt, Fußgänger konnten ihn jedoch weiter nutzen. Nachdem am Südausgang der Personenunterführung die Zugangstreppe durch eine rollstuhlgerechte Rampe ergänzt worden war, wurde der Bahnübergang im Mai 2015 geschlossen und zurückgebaut.
Die Streckenabschnitte um Hochdahl werden seit 1985 vom Stellwerk Gf in Düsseldorf-Gerresheim aus gesteuert und überwacht. Das Relaisstellwerk der Bauart SpDrS600 ersetzte die beiden mechanischen Stellwerke Ho und Hf. Letzteres ist als Baudenkmal erhalten geblieben und dient heute als Wohnhaus.

## Geschichte
Der Haltepunkt wurde am 10. April 1841 an der Bahnstrecke Düsseldorf–Elberfeld eröffnet. Betreiber war die Düsseldorf-Elberfelder Eisenbahn-Gesellschaft, die wenige Jahre später in der Bergisch-Märkischen Eisenbahn-Gesellschaft aufging.
Die Einrichtung des Bahnhofs war allein durch die Notwendigkeit eines Haltes nach Überwindung der Steilstrecke geboten. Im Ort lebten bis zur Mitte des 19. Jahrhunderts und vor dem Bau der Eisenhütte nur etwa 60 Menschen. Verbunden mit dem Bau des Bahnhofs war auch die Anlage eines Lokschuppens an der Südseite der Strecke. Die Anlage war zuletzt als Lokstation dem Bahnbetriebswerk Wuppertal-Vohwinkel angegliedert.
Bei Bau der Ost-West-S-Bahn zwischen Mönchengladbach Hauptbahnhof und Hagen Hauptbahnhof in den 1980er Jahren wurde die seit 1963 wieder zweigleisige Strecke um ein drittes Gleis ergänzt. Die alten Bahnsteige wurden durch einen Mittelbahnsteig ersetzt. Die Beseitigung des Bahnübergangs Hildener Straße am Westende des Bahnsteigs war bereits zum Zeitpunkt des Baus vorgesehen. Nach der Schließung sollte der Mittelbahnsteig weiter nach Westen verschoben werden. Bei den Bauarbeiten für das dritte Gleis wurden die Umlenkrolle des Seilzugbetriebs samt Radkasten wiederentdeckt und ausgestellt.
Der Haltepunkt wurde 2017 modernisiert. Dabei wurde der Bahnsteig neu gebaut, mit Blindenleitstreifen versehen und der Zugang durch die Personenunterführung wurde mit einem Aufzug barrierefrei ausgestaltet. Der Bahnsteig wurde außerdem von den ursprünglich 96 cm auf 76 cm Höhe über Schienenoberkante abgesenkt, um einen barrierefreien Ein- und Ausstieg an den seit Ende 2014 auf der S 8 eingesetzten Fahrzeugen zu ermöglichen.

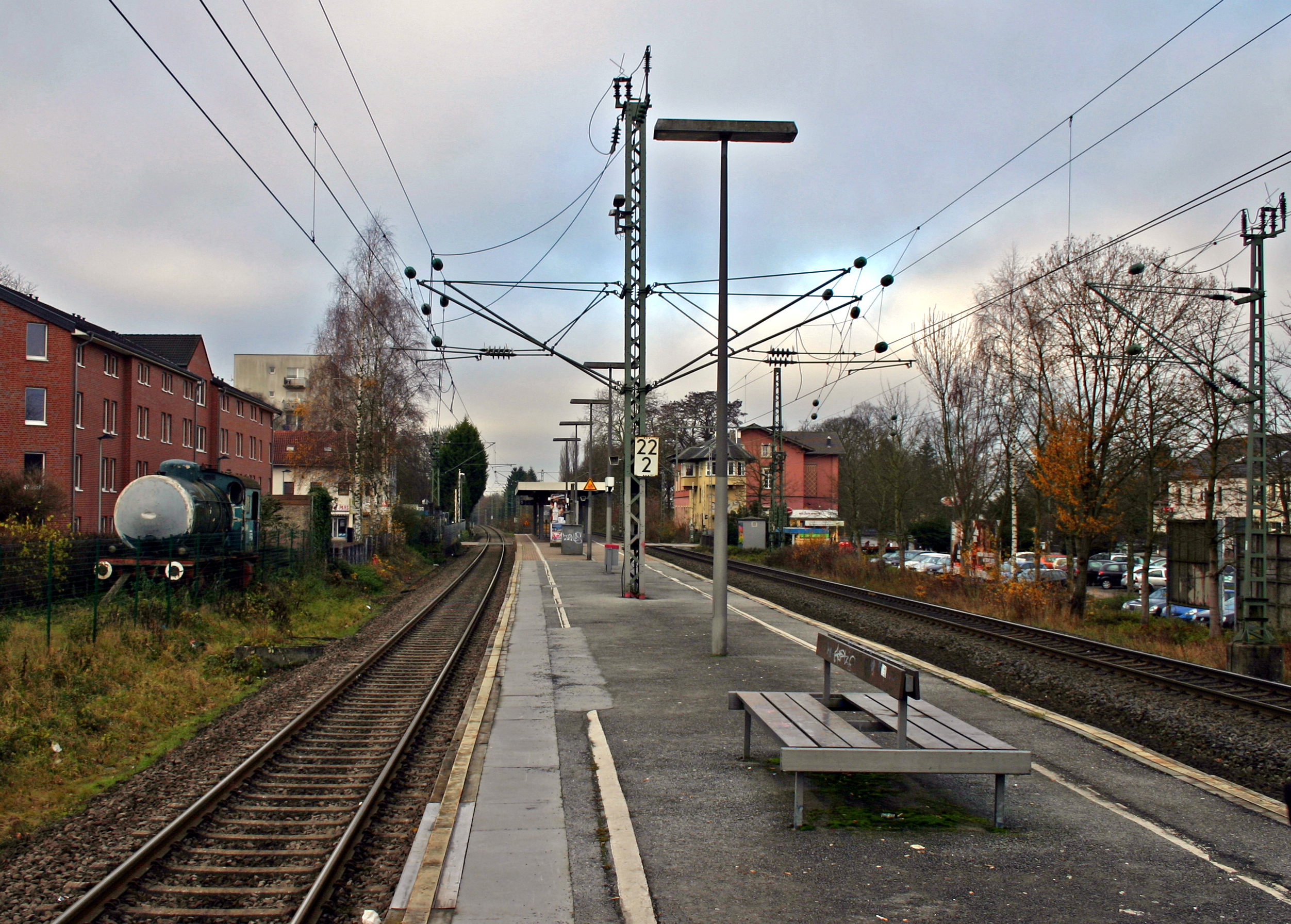
Mittelbahnsteig, 2013
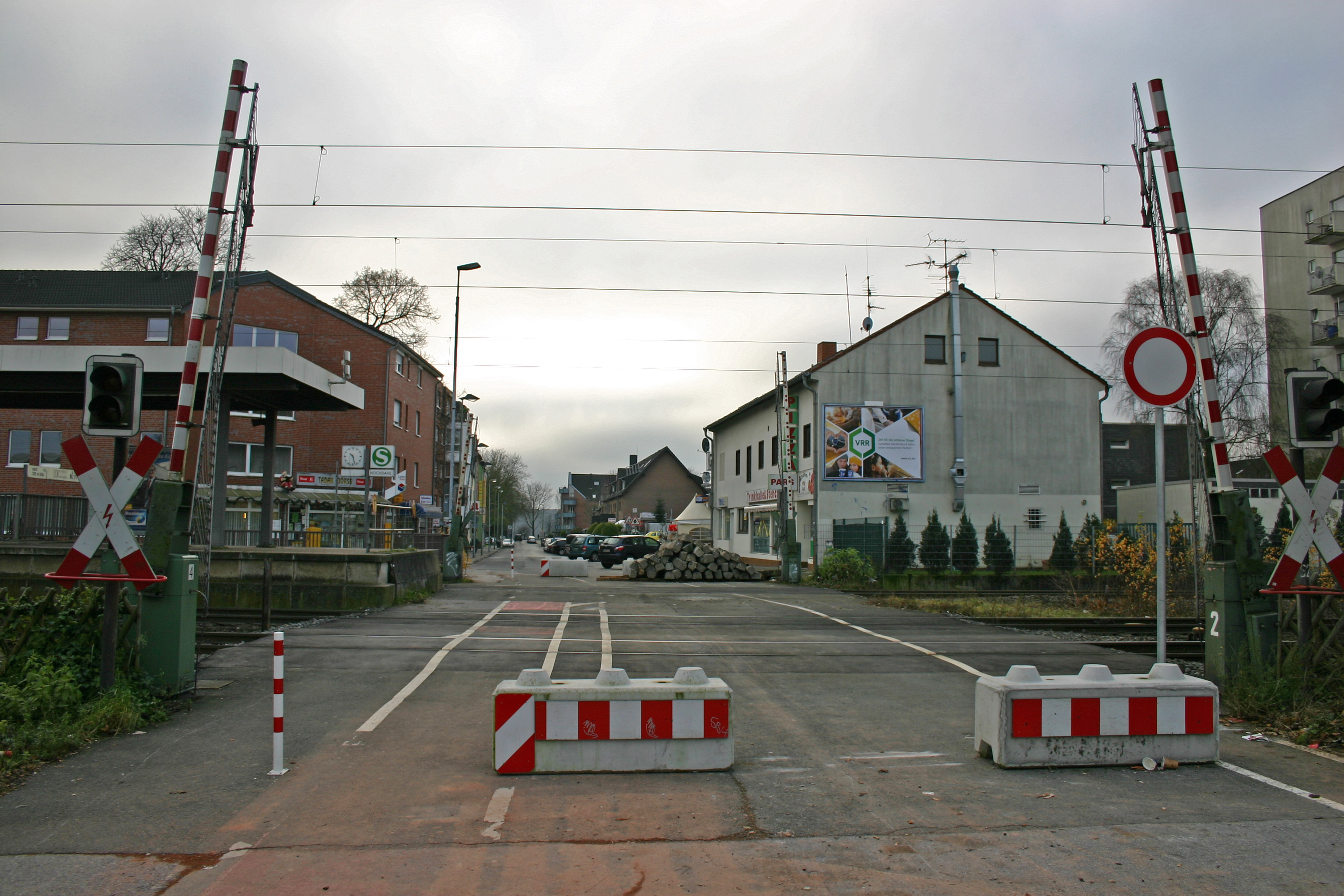
Bahnübergang, 2013
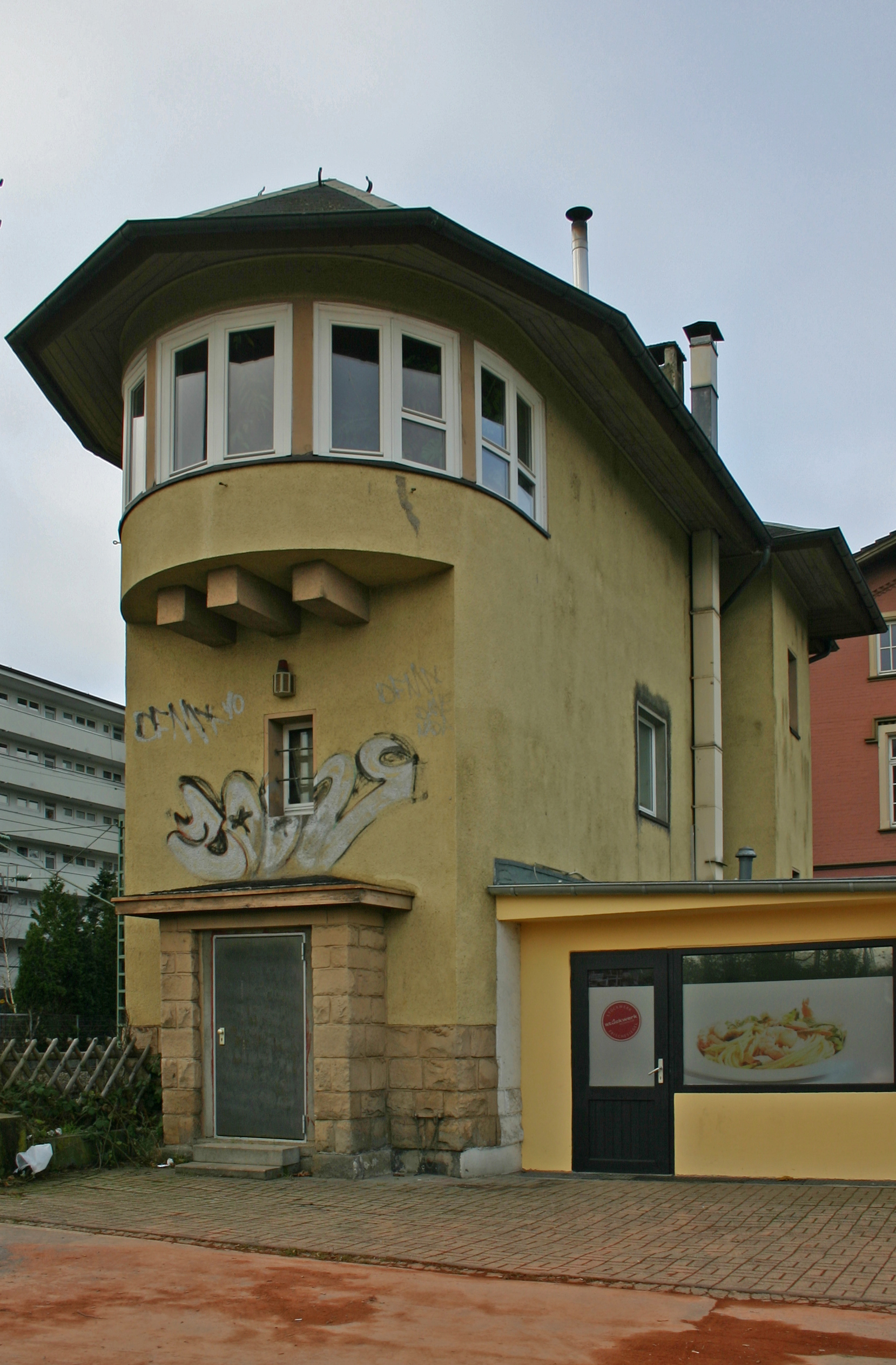
Ehemaliges Stellwerk Hf, 2013
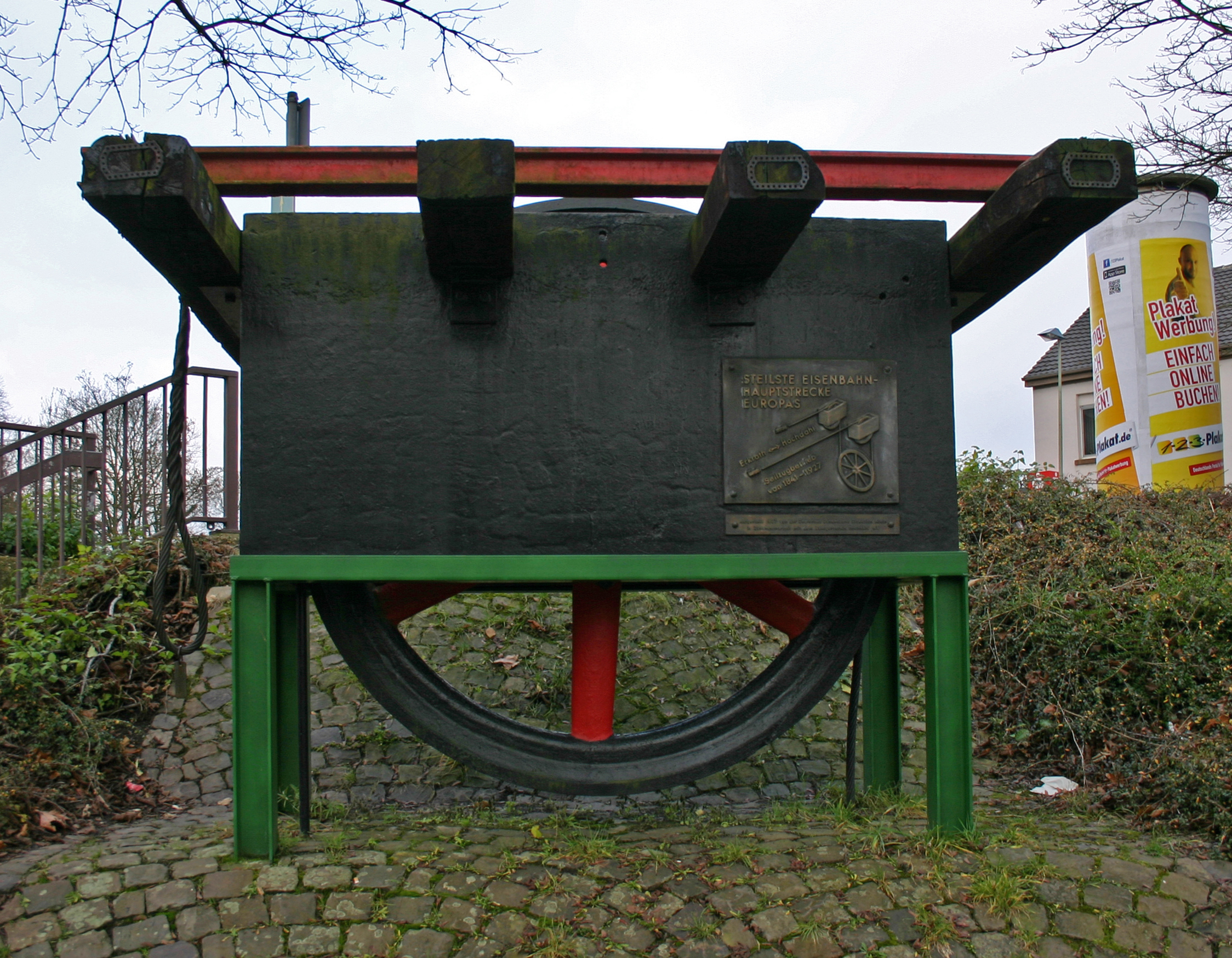
Umlenkrolle der Steilstrecke, 2013

## Bedienung
Der S-Bahnhof wird von den Linien S8 und S68 der S-Bahn Rhein-Ruhr bedient. Nördlich des Haltepunkts befindet sich eine Bushaltestelle, die von zwei Buslinien (741, O5) angefahren wird. Ein Park-and-Ride-Parkplatz befindet sich zwischen der nördlichen Bushaltestelle und dem Bahnsteig des Haltepunkts. Die Buslinien werden von der Rheinbahn betrieben.
| Linie | Verlauf | Takt                                                                       |
| ----- | --- | -------------------------------------------------------------------------- |
| S 8   | Hagen Hbf – HA-Wehringhausen – HA-Heubing – HA-Westerbauer – Gevelsberg-Knapp – Gevelsberg Hbf – Gevelsberg-Kipp – Gevelsberg West – Schwelm – Schwelm West – W-Langerfeld – W-Oberbarmen – W-Barmen – W-Unterbarmen – Wuppertal Hbf – W-Steinbeck – W-Zoologischer Garten – W-Sonnborn – W-Vohwinkel – Haan-Gruiten – Hochdahl-Millrath – Hochdahl – Erkrath – D-Gerresheim – D-Flingern – Düsseldorf Hbf – D-Friedrichstadt – D-Bilk – D-Völklinger Straße – D-Hamm – NE Rheinpark-Center – NE Am Kaiser – Neuss Hbf – Büttgen – Kleinenbroich – Korschenbroich – MG-Lürrip – Mönchengladbach Hbf Stand: Fahrplanwechsel Dezember 2023 | 30 min 60 min (Hagen–Oberbarmen) 20 min (Oberbarmen–M’gladbach wochentags) |
| S 68  | W-Vohwinkel – Haan-Gruiten – Hochdahl-Millrath – Hochdahl – Erkrath – D-Gerresheim – D-Flingern – Düsseldorf Hbf – D-Volksgarten – D-Oberbilk – D-Eller Süd – D-Reisholz – D-Benrath – D-Garath – D-Hellerhof – Langenfeld-Berghausen – Langenfeld (Rheinland) Stand: Fahrplanwechsel Dezember 2023 | 20 min (nur zur HVZ)                                                       |
| 741   | Mettmann, Kaldenberger Weg – Mettmann, Jubiläumsplatz – Mettmann Zentrum – Neanderthal/Museum (Mettmann-Neanderthal , 500 m) – Erkrath-Hochdahl – Millrath – Hochdahler Markt – Sandheider Markt – Erkrath, Kemperdick – Hilden, Verwaltungsinstitut – Kleef – Gabelung – Hilden Süd (– Hilden, Südfriedhof) Weitere Haltestellen auf der gesamten Strecke |                                                                            |
| O 5   | Erkrath – Erkrath-Hochdahl – Trills – Hochdahler Markt – Sandheide – Wilbeck – Erkrath-Millrath Ortsbus-Linie in Erkrath |                                                                            |

## Museum
1991 gründete sich mit dem EHEH (Eisenbahn- und Heimatmuseum Erkrath-Hochdahl e. V.) ein Verein zur Sanierung des am damaligen Bahnhofs befindlichen Lokschuppens, der 1997 das Museum Lokschuppen fertigstellen konnte. Dort sind diverse eisenbahnhistorische Exponate zu sehen. Zudem gibt es eine Wartungshalle, in der alte Fahrzeuge restauriert werden, diese ist zweimal wöchentlich in den Sommermonaten öffentlich zugänglich. Die Museumsausstellung selbst ist ebenfalls in den Sommermonaten, einmal monatlich, an einem Sonntag, geöffnet. Neben dem Museumsbetrieb finden am Lokschuppen auch kulturelle Veranstaltungen, wie beispielsweise der jährlich stattfindende Erkrather Jazzsommer statt.